# Nicolas Liulamaga
Nicolas "Niko" Liulamaga (ur. 4 kwietnia 1969) – zapaśnik z Samoa Amerykańskiego walczący w obu stylach. Zajął 32 miejsce na mistrzostwach świata w 2005. Zdobył trzy złote medale na igrzyskach Pacyfiku w 1999 i 2007. Sześciokrotny medalista mistrzostw Oceanii w latach 1999 – 2002 roku.